# Свобода или смърт (1924 – 1934)
Вижте пояснителната страница за други значения на Свобода или смърт.
„Свобода или смърт“ с подзаглавие ВМРО. Революционен лист е български вестник, нелегален орган на Вътрешната македонска революционна организация, излизал през 1924 – 1934 година.

## Броеве
| Годишнина | Броеве    | Дата                                |
| --------- | --------- | ----------------------------------- |
| I         | 1 – 24    | 10 декември 1924 – 15 декември 1925 |
| II        | 25 – 46   | 1 януари 1926 – 6 декември 1926     |
| III       | 47 – 61   | 5 януари 1927 – 19 декември 1927    |
| IV        | 62 – 84   | 5 януари 1928 – 18 декември 1928    |
| V         | 85 – 107  | 20 февруари 1929 – 1929             |
| VI        | 108 – 122 | 15 януари 1930 – декември 1930      |
| VII       | 123 – 130 | януари 1931 – септември 1931        |
| VIII      | 131 – 138 | януари 1932 – декември 1932         |
| IХ        | 139 – 144 | януари 1933 – декември 1933         |
| Х         | 145 – 150 | март 1934 – 1934                    |

До 1919 година вестникът излиза два пъти месечно, а от 1930 година – месечно. Тиражът е от 3000 до 6000 броя. Броеве № 103, 107, 148 – 150 не са открити. Редактор на V годишнина е Коста Църнушанов. 150 брой се издава от Аспарух Миников, Димитър Дражев и Спиро Недков. 147 брой от Димитър Курин. Печата се в печатница „Овчаров“.

## Политика
Брой №1 на „Свобода или смърт“ заявява програмата на вестника:
| „ | „Свобода или смърт“. В историята на обществените движения няма девиз толкова къс и с толкова голям актив. Тридесет години той стърчи неизменно на знамето на ВМРО. Той не е партийна програма, която групира борци за власт... Любов към Македония, любов безкористна и беззаветна и готовност да се жертвуваш за нея... Под нейното широко и могъщо крило се събират на вярна и братска служба и българин, и влах, и турчин, и албанец... | “ |

Вестникът се бори за освобождение и обединение на Македония. Основната му цел е да публикува информации за тежкото положение на македонските българи под сръбска и гръцка власт, както и за дейността на революционната организация. Публикува петициите на македонското българско население до Обществото на народите, информира за работата на Осмия конгрес на ВМРО през 1932 г. и на Великия македонски събор в 1933 г., публикува официални документи на Централния комитет на ВМРО, сведения за сражения на чети на ВМРО – на Петър Станчев, на Петър Костов – Пашата. Публикува и сведения от дейността на легалните македонски организации – Благотворителните братства, Македонския младежки съюз, Македонския женски съюз, както и на българските македонски емигрантски организации в САЩ и Канада. Вестникът полемизира със сръбските македонски вестници „Южна звезда“ (1922 – 1926) и „Вардар“ (1932 – 1936) и отхвърля твърденията на сръбската преса за положението в Македония.
По отношение на външнополитическите аспекти на движението, вестникът отхвърля категорично идеите за Балканска федерация (1930), като средство за решаване на Македонския въпрос, поради несмислеността на режимите в Кралство Югославия и Гърция, отстоява позициите на ВМРО за неподобряване на отношенията с Югославия и Гърция и твърдо се бори срещу идеята за Интегрална Югославия.
| „ | Моралната отрова, която ни се поднася днес е „югославянството“... не допускаме българите от свободното царство да искат да се самоубиват като народ. Може би някои техни духовни и политически водачи да искат това. И Коста Тодоров го иска. Но ние, македонските българи, не го искаме, и ще намерим начини и сили, за да запазим живота си като българи. | “ |

Вестникът се обявява също така и против намесата на Комунистическия интернационал в делата на Македонската революционна организация и е за сътрудничество с хърватското освободително движение.
Вестникът в началните години на излизането си е под влиянието на члена на ЦК на ВМРО генерал Александър Протогеров и атакува левичарите в революционното движение – Димитър Влахов, Георги Занков. След убийството на Протогеров в 1928 година, протогеровисткото крило започва да издава паралелно свой вестник „Свобода или смърт“ до 1930 година, като след протогеровисткия VII конгрес е прекръстен на „Революционен лист“. Старият вестник следва линията на михайловисткото крило в организацията и е против дейността на Георги Баждаров, Кирил Пърличев, Наум Томалевски, Георги Попхристов.
Вестникът спира да илиза след забраната на ВМРО от Деветнадесетомайското правителство в 1934 година.

## Галерия
- Брой №59, 15 ноември 1927 г.
- Брой №86, 18 януари 1929 г.
- Брой №141, април 1933 г.